# Maakhir

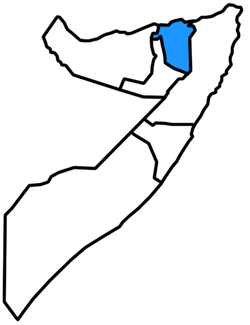
Maakhirs läge i Somalia.

Maakhir (Ibland även Badhan) (somali: Gobolka Maakhir; arabiska: ماخر , Maakhir) var ett självstyrande område i det omstridda gränslandet mellan Somaliland och Puntland i norra Somalia. Området deklarerades som självstyrande den 1 juli 2007 av lokala darodklaner. Den 11 januari 2009 inkorporerades Maakhir i Puntland. Senare i 2012 efter strider mellan Somaliland och Puntland så lyckades Somaliland ta över regionen. Huvudstad är Badhan.
Den maakhiriska lokala regeringen erkänner den federala övergångsregeringen TFG och ser sig som en del i ett framtida federalt Somalia. TFG har dock inte erkänt Maakhir som en delstat. Både Somaliland och Puntland gör anspråk på området. Situationen är därmed närmast identisk med den söder till Maakhir gränsandes somaliska regionen Nordland.
Maakhir gör anspråk på att vara en fortsättning på det förkoloniala Sultanatet Warsangali.